# Mi noche triste

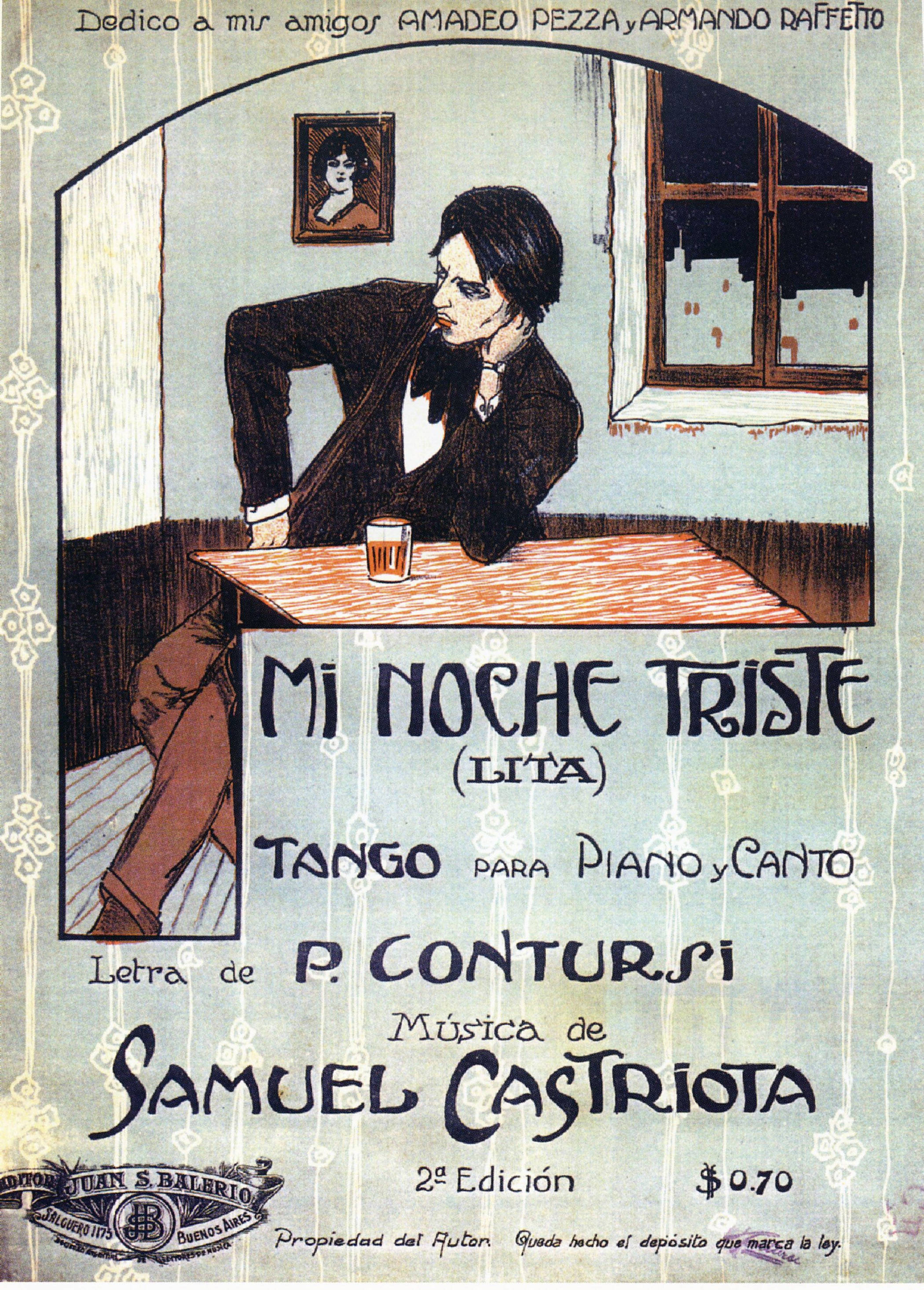
Strona tytułowa zeszytu nutowego „Mi noche triste”

Mi noche triste (tłum. moja smutna noc) – piosenka skomponowana przez argentyńskiego pianistę Samuela Castriotę, a słowa w 1915 roku napisał urugwajski tekściarz Pascual Contursi. Jest to pierwsze tango argentyńskie, które po raz pierwszy w 1917 roku wykonał Carlos Gardel.
Gardel usłyszał kompozycję tanga „Lita” (oryginalny tytuł utworu) w Montevideo w 1917 roku. Płyta nagrana przez Gardela sprzedała się w liczbie 100 000 egzemplarzy. Na początku 1918 roku „Mi noche triste” było jednym z najpopularniejszych tang w Argentynie. Uznawane za piosenkę zwrotną w historii popularnej muzyki południowoamerykańskiej, a 1918 rok jest uznawany za moment, w którym powstało tango jako piosenka. Sukces tej piosenki spowodował ugruntowanie maniery (stylu) piosenki tanga utrzymanej zazwyczaj w nostalgicznym stylu.